# Muryny Małe
Muryny Małe, Murany Małe (biał. Мурыны Малыя, Muryny Małyja; ros. Мурины Малые, Muriny Małyje) – wieś na Białorusi, w obwodzie brzeskim, w rejonie kamienieckim, w sielsowiecie Widomla, nad Leśną i przy drodze republikańskiej R83.

## Historia
W Rzeczypospolitej Obojga Narodów leżały w województwie brzeskolitewskim, w powiecie brzeskolitewskim. Odpadły od Polski w wyniku III rozbioru.
W XIX i w początkach XX w. położone były w Rosji, w guberni grodzieńskiej, w powiecie brzeskim, w gminie Kamieniec Litewski.
W dwudziestoleciu międzywojennym leżały w Polsce, w województwie poleskim, w powiecie brzeskim, w gminie Kamieniec Litewski. Alternatywną nazwą wsi były wówczas Cerkowniki. W 1921 miejscowość liczyła 26 mieszkańców, zamieszkałych w 6 budynkach, wyłącznie Białorusinów wyznania prawosławnego.
Po II wojnie światowej w granicach Związku Sowieckiego. Od 1991 w niepodległej Białorusi.

## Cerkiew
W 1760 powstała tu drewniana cerkiew pw. św. Mikołaja. W XIX w. poddana została wyraźnej przebudowie. W 2015 została ona rozebrana i następnie odbudowana z nowych materiałów.